# العباب الزاخر واللباب الفاخر
اَلْعُبَابُ اَلزَّاخِرُ وَاَللُّبَابُ اَلْفَاخِرُ أو اختصارًا اَلْعُبَابُ اَلزَّاخِرُ هو أحَدُ كُتُبِ اللُّغَةِ ومُعْجَمَاتِها، ألَّفَهُ الإمامُ الْحَسَنُ بْنُ مُحَمَّدٍ اَلصَّغَانِيُّ (577 هـ - 650 هـ).
يُعَدُّ هذا الكتاب مِن نوادرِ مُعجماتِ اللُّغةِ العربيَّةِ المُؤَلَّفةِ في القرنِ السابعِ الهِجْريِّ، صنَّفَهُ في ثمانيةٍ وعِشرينَ جُزءً، مُوَزَّعًا علىٰ عددِ حروفِ اللُّغة العربيَّة، إلَّا أَنَّها تتفاوتُ في عددِ أوراقِها؛ لِتفاوتِ عددِ مفرداتِ كُلِّ باب.
وَقَدِ امْتازَ الْحَسَنُ بْنُ مُحَمَّدٍ اَلصَّغَانِيُّ في كتابه بتحقيقِ المفرداتِ، وتوثيقِ مصادرها، وتمييز ما في معجماتِ اللُّغة من الحديث، ما كان منه منسوبًا للنبيّ، أو ما كان منسوبًا إلى صَحابِيٍّ أو تَابعِيّ، وهو في هذا النهج غيرُ مُقَلِّدٍ لِأحدٍ من أصحابِ التصانيفِ التي أُلِّفَت قَبلَه؛ ولكنَّه راجعَ دَواوِينَهم، واعتمدَ فيها علىٰ أصَحِّ الرِّوايات، فَاخْتارَ أقوالَ المُتقِنين الثِّقات، ذاكرًا أسامِي خيلِ العَرَبِ وسُيُوفِها، وبِقَاعِها وأصْقَاعِها، وبُرَقِها وداراتِها، وفُرسانِها وشُعَرائِها، مُستشهدًا بالأشعار على الصِحَّة، غيرَ مُختَلَّةٍ ولا مُغَيَّرةٍ ولا مُداخِلة.